# Stazione di Momoyama
La stazione di Momoyama (桃山駅?, Momoyama-eki) è una stazione ferroviaria situata nel quartiere di Fushimi-ku della città di Kyoto nella prefettura omonima, in Giappone. La stazione è servita dalla linea Nara della JR West, ed è dotata di 2 binari passanti in superficie. In direzione Nara a partire da questa stazione la linea passa dal doppio binario al binario singolo.

## Linee e servizi

### Treni
JR West
■ Linea Nara

## Struttura
La stazione è costituita da un marciapiede laterale e uno a isola centrale con tre binari passanti in superficie. Quello centrale è utilizzato per i treni in transito.
| 1 | ■ Linea Nara | per Kyoto                |
| 2 | ■ Linea Nara | per i treni in transito  |
| 3 | ■ Linea Nara | per Rokujizō, Uji e Nara |

## Stazioni adiacenti
| «                                                                | Servizio      | »             |
| Linea JR Nara                                                    | Linea JR Nara | Linea JR Nara |
| ---------------------------------------------------------------- | ------------- | ------------- |
| JR Fujinomori                                                    | Locale        | Rokujizō      |
| Il Rapido settoriale, il Rapido e il Rapido Miyakoji non fermano |               |               |